# 秃鲁
秃鲁（？—1328年），译名又作秃忽鲁，元朝大臣。元仁宗时中书右丞相。蒙古族克烈氏。湖广行省左丞相也先不花次子。
元成宗时，秃鲁任宗正府札鲁花赤（大断事官），元武宗即位，任中书右丞，加司徒。至大元年（1308年），转任知枢密院事。至大二年（1309年），遥授中书左丞相。元仁宗皇庆二年（1313年），以太府卿代替铁木迭儿任任中书右丞相。延祐元年（1314年），罢相。改知枢密院事。延祐三年（1316年），以遥授中书左丞相从武宗子周王和世㻋（后来的元明宗）常侍府常侍，随他出镇云南。走到延安，周王西走金山（今阿尔泰山）。于是秃鲁改任陕西行省左丞相。至治三年（1323年），元英宗被弑杀，泰定帝即位，任命秃鲁为御史大夫，泰定二年（1325年），加太保。泰定四年（1327年），为太傅，录军国重事。不久去世。

## 身后
元文宗天历二年（1329年），追封广阳王，谥号清献。